# پشت پرده
پشت پرده (ایتالیایی: Persiane chiuse، انگلیسی: Behind Closed Shutters) فیلمی در ژانر ملودرام به کارگردانی لوئیجی کومنچینی است که در سال ۱۹۵۱ میلادی منتشر شد. از بازیگران آن می‌توان به ماسیمو جیروتی، الئونورا روسی دراگو، و جولیتا ماسینا اشاره کرد.

## خلاصه داستان
ساندرا (الئونورا روسی دراگو) در پی یافتن خواهرش مفقود شده‌اش، وارد ساحل جنوا می‌شود. در آنجا ساندرا در می‌یابد که خواهرش به تن‌فروشی مشغول شده است.